# Kraemer, Louisiana
Kraemer, Louisiana (енгл. Kraemer) насељено је место без административног статуса у америчкој савезној држави Луизијана.

## Демографија
По попису из 2010. године број становника је 934.
| Група             | 2000.    | 2010.       |
| Белци             | 0 (0,0%) | 899 (96,3%) |
| Афроамериканци    | 0 (0,0%) | 6 (0,6%)    |
| Азијати           | 0 (0,0%) | 0 (0,0%)    |
| Хиспаноамериканци | 0 (0,0%) | 17 (1,8%)   |
| Укупно            | 0        | 934         |